# Apocephalus hibbsi
Apocephalus hibbsi är en tvåvingeart som beskrevs av Brown 1997. Apocephalus hibbsi ingår i släktet Apocephalus och familjen puckelflugor. Inga underarter finns listade i Catalogue of Life.